# Groovebox

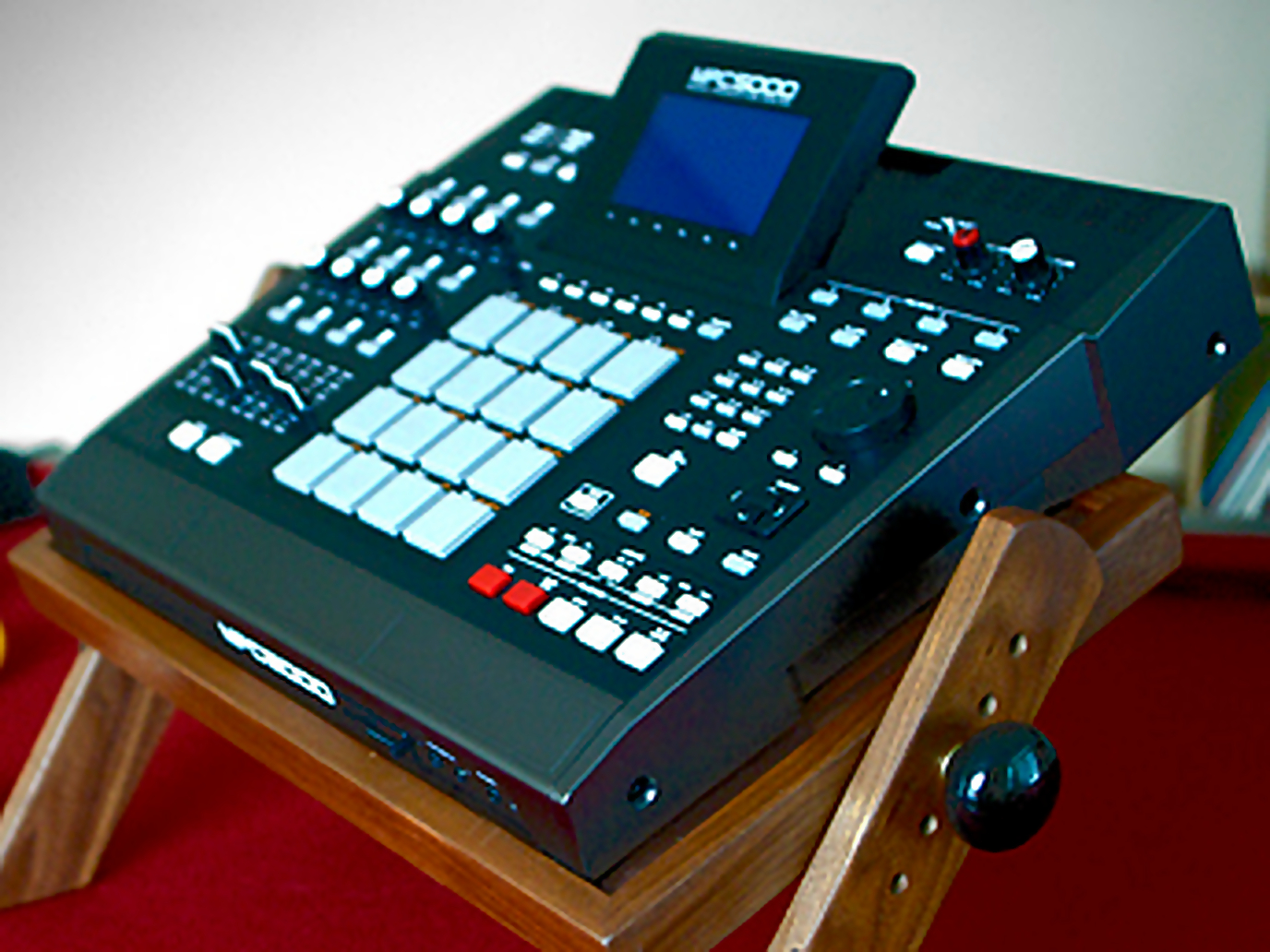
Module séquenceur.

Le terme Groovebox a été initialement employé par la société Roland pour désigner son module séquenceur MC-303. De nos jours, ce terme est utilisé de façon plus générique pour désigner un instrument autonome pour la production en direct de musiques électroniques basées sur des boucles. L'accent dans la conception de ces instruments est mis sur la qualité et la pertinence de ses méthodes de contrôles de façon à faciliter l'improvisation.
Une groovebox comporte au moins trois éléments :
- une ou plusieurs sources sonores, comme une boîte à rythmes (drum machine en anglais), un synthétiseur ou bien encore un sampler.
- un séquenceur musical
- une surface de contrôle (équivalent intégré d'un contrôleur MIDI). Une surface de contrôle consiste en un assemblage de potentiomètres linéaires et rotatifs, de boutons et d'affichages de natures variées : LED, afficheur LCD, ou autre.

L'intégration de ces éléments en un seul système permet au musicien de créer rapidement et facilement des séquences musicales en assemblant des motifs (patterns). Il assemble de cette façon différentes voix instrumentales et percussives qu'il peut ensuite tout aussi facilement jouer en direct.
La famille des groovebox inclut :
- E-mu XL-7 Command Station
- E-mu MP-7 Command Station
- Ensoniq ASR-X
- Korg Electribe series
- Quasimidi QM-309 Rave-o-lution
- Roland MC-303, MC-505, MC-307, MC-909, MC-808 et SP-808
- Yamaha RM1x, RS7000